# РМС Царица Ирске
РМС Царица Ирске (енгл. RMS Empress of Ireland) био је ирски брод који је потонуо у реци Сен Лорен када се сударио са бродом Колиер СС Сторстад, 29. маја 1914.. Од 1477 људи на броду погинуло је 1012. Због броја мртвих ово се сматра једном од највећих Канадских поморских несрећа.